# Lavtsé
Lavtsé (en macédonien Лавце, en albanais Llaci) est un village du nord-ouest de la Macédoine du Nord, situé dans la municipalité de Tetovo. Le village comptait 298 habitants en 2002. Il est majoritairement albanais.

## Démographie
Lors du recensement de 2002, le village comptait :
- Albanais : 296 ;
- Macédoniens : 2.